# Carl von Formacher
Carl von Formacher (* 28. Dezember 1800 in Windisch-Feistritz; † 1882 ebenda) war ein österreichischer Unternehmer und Politiker.

## Leben
Formacher war der Sohn des Gutsbesitzers Anton von Formacher und katholischer Konfession. Er war verheiratet und hatte mindestens drei Söhne. Von 1815 bis 1820 studierte er Veterinärmedizin an der Universität Graz und der Universität Wien. Zwischen 1830 und 1862 war er Postmeister und Gutsbesitzer, nach 1849–1862 auch Eisenbahnbauunternehmer in Windisch-Feistritz. Von 1862 bis 1867 war er Gutsbesitzer in St. Elia (Kroatien). In den Jahren 1867 bis 1882 war er Inhaber eines Tabakgroßverlags und mehrerer Tabakfabriken in Windisch-Feistritz und Umgebung.

## Politik
Von 1847 bis 1859 war er Bürgermeister in Windisch-Feistritz und während der Märzrevolution von 1848 bis 1849 Hauptmann der Nationalgarde. Vom 12. März 1849 (für seinen Vorgänger Cajetan Bouvier) bis zum 30. Mai 1849 vertrat er den Wahlkreis 10. Steiermark (Gonobitz) in der Frankfurter Nationalversammlung. Er blieb fraktionslos und stimmte überwiegend mit dem Rechten Zentrum. Er gehörte zu den Abgeordneten, die gegen die Wahl Friedrich Wilhelms IV. zum Kaiser der Deutschen stimmten.